# Туризм в Норвегии
Основными достопримечательностями Норвегии являются фьорды, нетронутая природа внутренней части страны, а также культурные достопримечательности норвежских городов.

## Достопримечательности
Главными достопримечательностями Норвегии являются разнообразные ландшафты, которые распространены на полярном круге. Норвегия славится своими фьордами, горнолыжными курортами, озёрами и лесами. Основными туристическими городами являются Осло, Берген, Ставангер, Тронхейм и Тромсё. Значительная часть природы Норвегии осталась нетронутой, привлекая многочисленных туристов и лыжников. Фьорды, горы и водопады на западе и севере Норвегии привлекают несколько сот тысяч иностранных туристов каждый год. Реки, моря и озёра Норвегии привлекают туристов и рыболовов со всего мира. В водоёмах Норвегии  водятся лосось, треска, палтус, пикша, сайда, морской окунь, менёк, сельдь и др. виды рыб. Города привлекают архитектурными сооружениями, такими как Лыжный трамплин в Хольменколлене, а также такими историческими постройками, как Брюгген в Бергене и Парк скульптур Вигеланда в Осло.
На культуру Норвегии оказали влияние малочисленность населения, суровый климат и относительная изоляция от остальной Европы. Поэтому, в отличие от других стран Европы, в Норвегии меньше роскошных дворцов и замков, а также сельскохозяйственных районов. Из-за невысокой плотности населения средняя дальность поездки относительно европейских стран довольно высока. В музеях народной культуры представлена архитектура, ремёсла и искусство различных регионов. Крупнейшим из таких музеев является Норвежский музей истории культуры на Бюгдёй в Осло.

## Транспорт

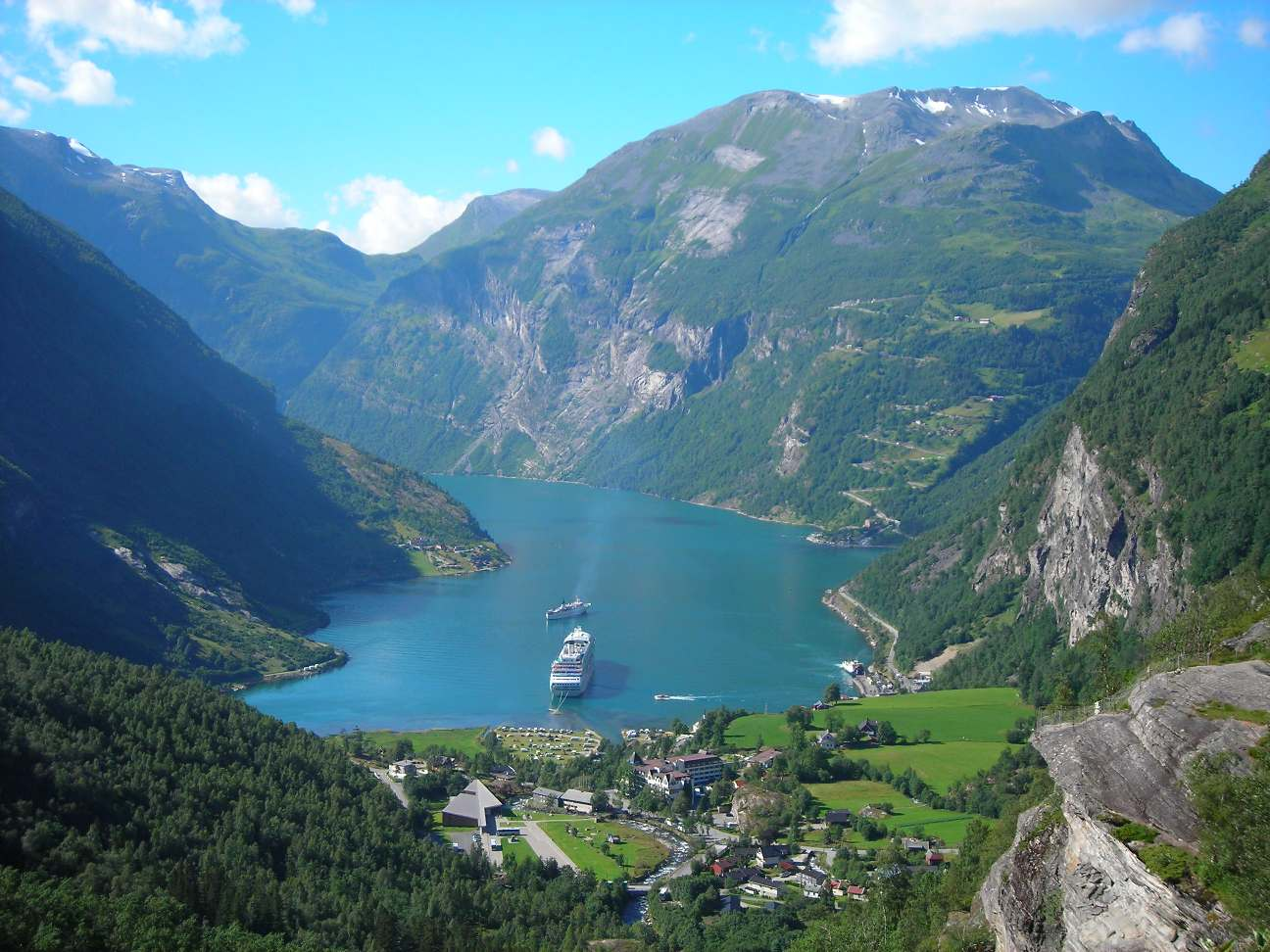
Гейрангер-фьорд в Мёре-ог-Ромсдал, с 2005 года входит в Список объектов Всемирного наследия ЮНЕСКО.

Норвежская система дорог охватывает более 90 000 км, из которых около 67 000 км имеет дорожное покрытие. Дорожная система включает в себя шоссе, паромные переправы, многочисленные мосты, туннели и несколько горных перевалов. Некоторые из этих горных перевалов закрыты в течение зимних месяцев, а некоторые могут быть закрыть в период зимних штормов. С открытием Эресуннского моста и моста Большой Бельт Норвегия стала связана с европейским континентом непрерывной сетью шоссе через Швецию и Данию.
Железнодорожная сеть представляет собой 4058 км железных дорог, соединяющих наиболее крупные города, находящиеся южнее Будё. Норвежская железная дорога также связана с шведской сетью. Крупнейший аэропорт Норвегии — Гардермуэн в Осло в 2009 году обслужил 18 миллионов пассажиров. Вблизи большинства городов находятся аэропорты, некоторые из них — международные. Круизный паром Хуртигрутен связывает города на побережье между Бергеном и Киркенесом. В летнее время прибрежные города посещают многочисленные иностранные круизные суда, а Берген является основным круизным портом.

## Международные рейтинги
Согласно «Отчету о конкурентоспособности по путешествиям и туризму» Всемирного экономического форума в 2009 году Норвегия занимала 19 место в мире по данному показателю.

## Наиболее посещаемые достопримечательности

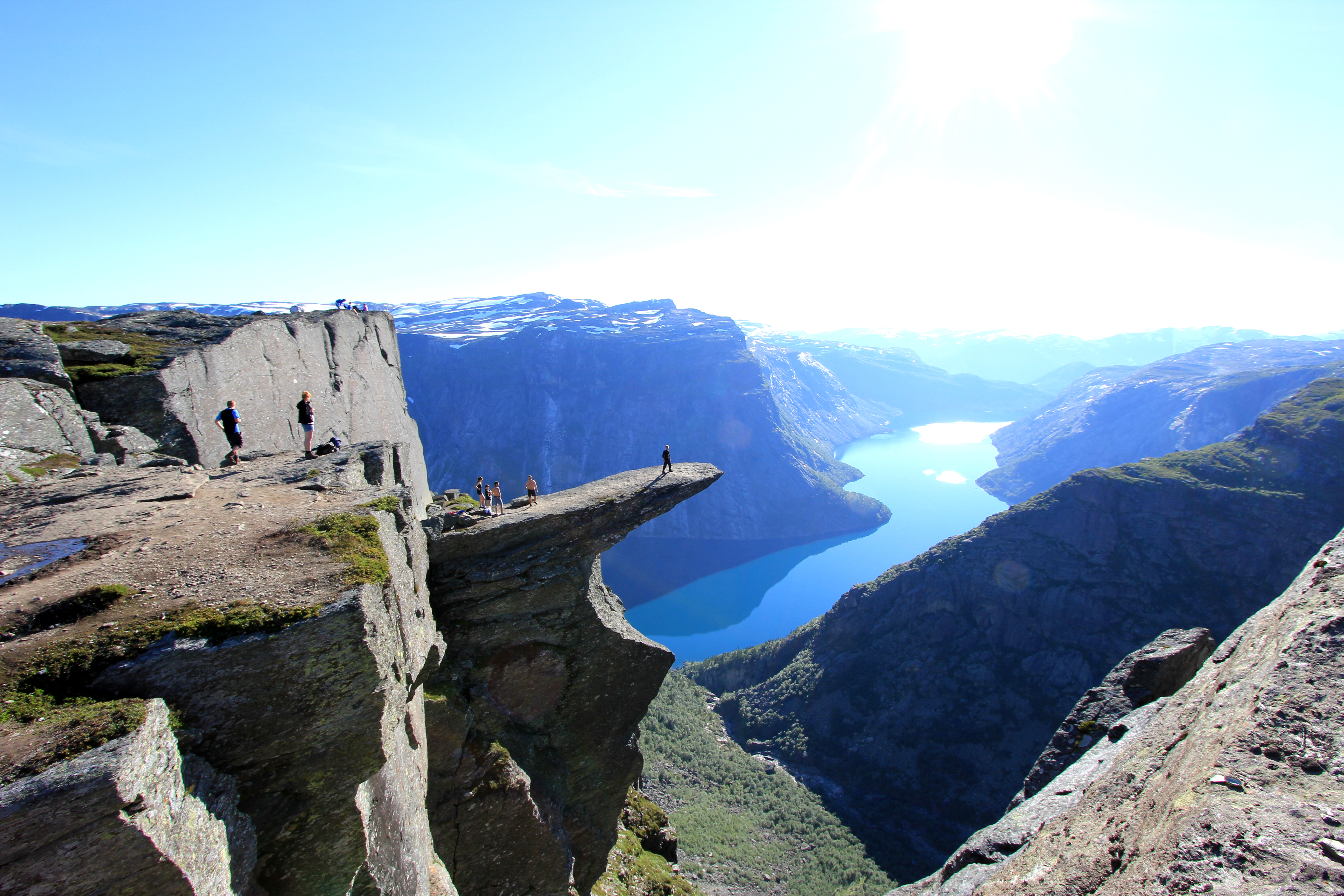
Язык Тролля

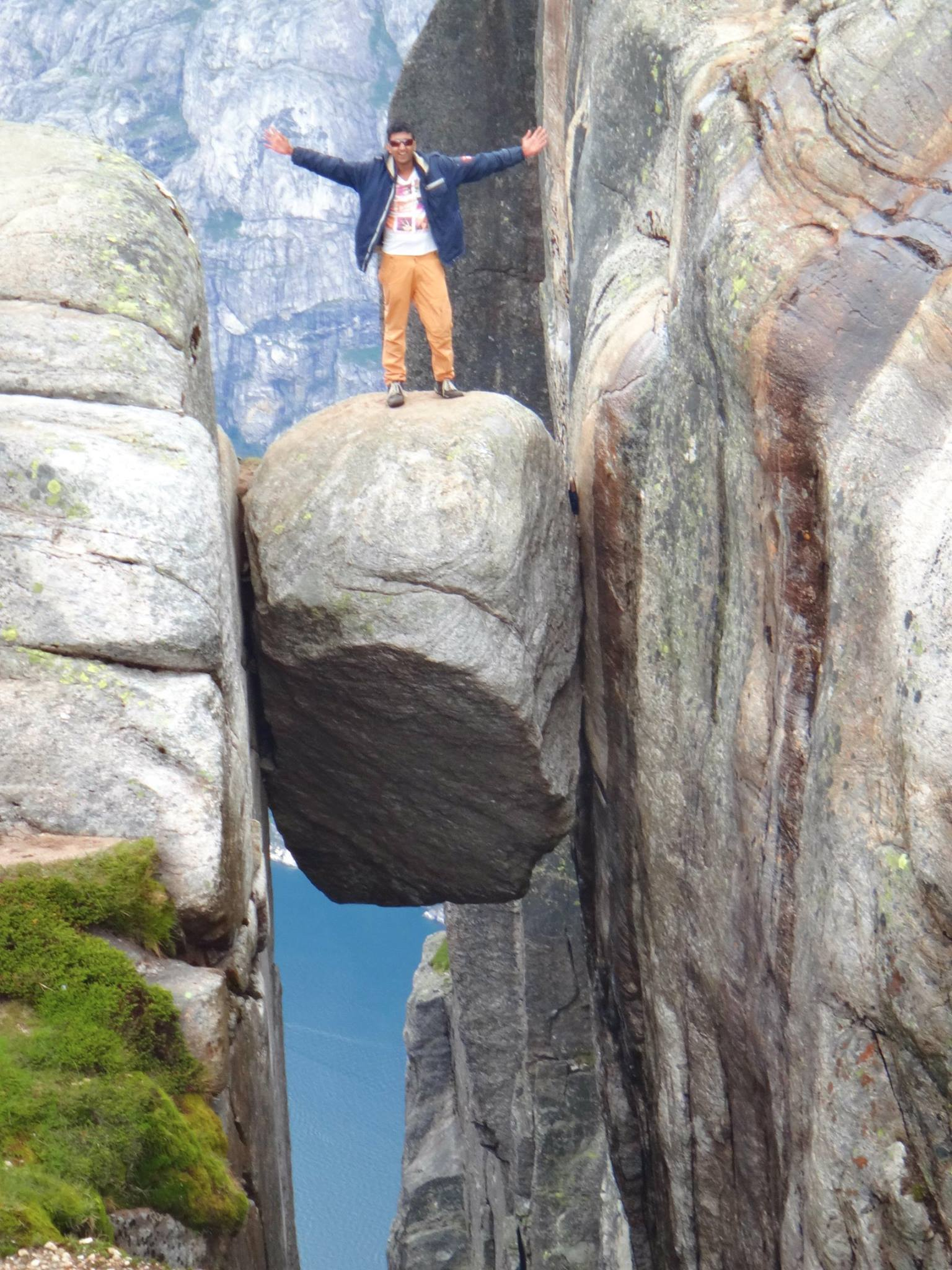
Камень Кьёрагболтен

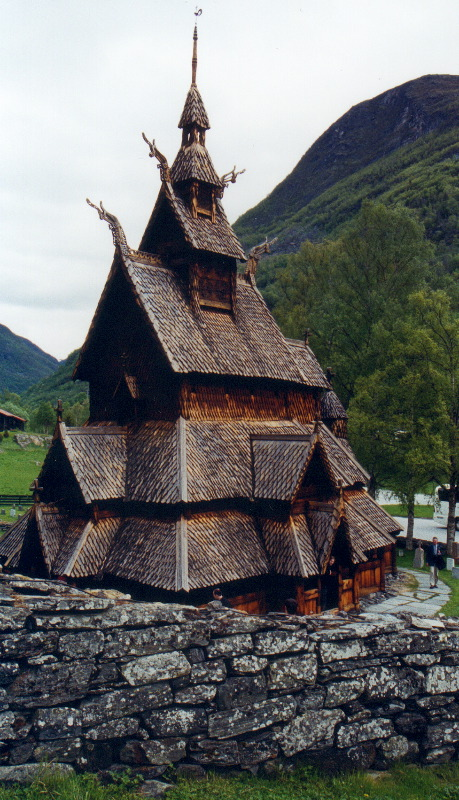
Ставкирка в Боргунне

Государственная компания Innovation Norway, занимающаяся развитием туризма в Норвегии, составляет ежегодные доклады о наиболее посещаемых культурных природных туристических достопримечательностях. В докладе 2007 года приводится перечень из 50 культурных и 20 природных достопримечательностей. Первая десятка каждой категории представлена ниже.
| Место | Культурная достопримечательность                 | Местоположение   | Число туристов, 2007 год |
| ----- | ------------------------------------------------ | ---------------- | ------------------------ |
| 1     | Фуникулёр Fløibanen (гора Флёйен)                | Берген           | 1 131 707                |
| 2     | Лыжный трамплин и Музей лыж в Хольменколлене     | Осло             | 686 857                  |
| 3     | Брюгген                                          | Берген           | 583 510                  |
| 4     | Кристиансаннский зоопарк                         | Кристиансанн     | 532 044                  |
| 5     | Парк развлечений Tusenfryd                       | Ос               | 501 235                  |
| 6     | Фломская железная дорога                         | Флом             | 457 545                  |
| 7     | Стекольная фабрика Hadeland Glassverk            | Евнакер          | 431 400                  |
| 8     | Крепость Фредрикстада, Старая часть Фредрикстада | Фредрикстад      | 372 360                  |
| 9     | Музей кораблей викингов                          | Осло             | 314 560                  |
| 10    | Парк аттракционов Hunderfossen Familiepark       | Эйер/Лиллехаммер | 270 500                  |

| Место | Природная достопримечательность        | Местоположение              | Число туристов, 2006 год |
| ----- | -------------------------------------- | --------------------------- | ------------------------ |
| 1     | Водопад Вёрингсфосс                    | Эйдфьорд                    | 655 000                  |
| 2     | Лестница троллей                       | Ондалснес                   | 563 331                  |
| 3     | Водопад Кьосфосс                       | Флом                        | 457 400                  |
| 4     | Гейрангер-фьорд                        | Гейрангер                   | 423 643                  |
| 5     | Водопад Лотефосс                       | Одда/Хардангер              | 420 000                  |
| 6     | Водопад Стейнсдальсфосс                | Нурхеймсунн/Хардангер       | 300 000                  |
| 7     | Нерёй-фьорд                            | Эурланн                     | 297 038                  |
| 8     | Ледник Бриксдальсбреен                 | Йостедалсбреен, Олден/Стрюн | 280 000                  |
| 9     | Туристическая дорога Согнефьелльсвеген | Лом — Лустер                | 253 953                  |
| 10    | Атлантическая дорога                   | Аверёй/Кристиансунн         | 237 316                  |